# Carlos Agostinho do Rosário

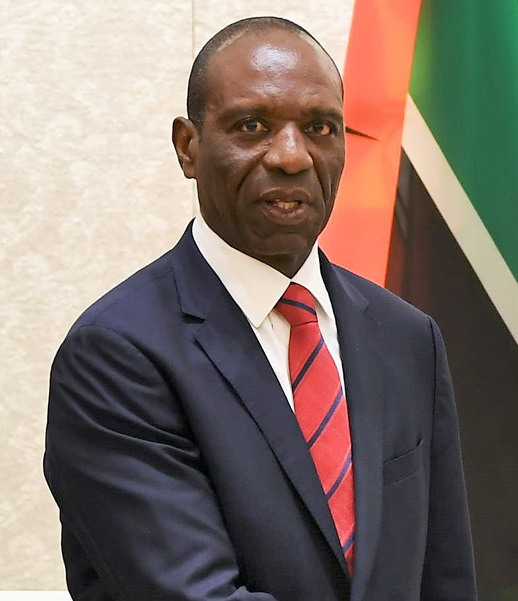
Carlos Agostinho do Rosário (2018)

Carlos Agostinho do Rosário (* 26. Oktober 1954 in Maxixe, Provinz Inhambane, Portugiesisch-Ostafrika) ist ein mosambikanischer Wirtschaftswissenschaftler und Politiker (FRELIMO). Seit 17. Januar 2015 hat er das Amt des Premierministers von Mosambik im Kabinett Nyusi I inne.

## Leben

### Ausbildung
Rosário wurde am 26. Oktober 1954 in Maxixe, Provinz Inhambane geboren. Er studierte Wirtschaftswissenschaften an der Universidade Eduardo Mondlane (Bachelor) und später Angewandte Wirtschaftswissenschaften im Bereich der nachhaltigen Landwirtschaft und ländlicher Entwicklung (M. Sc.) am Wye College der University of London.
Von 1977 bis 1983 arbeitete Rosário als Teilzeitbeamter im Referat Wirtschaft und Finanzen des Ministeriums für öffentliche Bauten und Wohnen. Von 1980 bis 1982 gab er wirtschaftswissenschaftliche Abendkurse an der Universidade Eduardo Mondlane. Zudem arbeitete Rosário 1983 als Ökonom der Zitrusfruchtfarm Empresa Agrícola de Citrinos de Manica.

### Aufstieg in Staat und Partei
1987 wurde Rosário als Gouverneur der Provinz Zambezia ernannt, zudem erhielt er den Posten des ersten Sekretärs des Provinzkomitees der FRELIMO von Zambezia. Seit 1989 ist er Mitglied des Zentralkomitees der Partei FRELIMO. 1994 errang er bei den ersten demokratischen Parlamentswahlen einen Sitz im nationalen Parlament, gab dies jedoch direkt darauf ab, um als Minister für Landwirtschaft und Fischerei im Kabinett von Präsident Chissano bis 1999 zu dienen.
2002 bestimmte ihn Chissano zum Hohen Kommissar für die mosambikanische Vertretung in Indien und Sri Lanka. 2009 wechselte er als Botschafter nach Indonesien, wo er zudem als diplomatischer Vertreter Mosambiks für Singapur, Malaysia, Thailand und Osttimor akkreditiert war.

### Ernennung zum Premierminister
Rosário wurde am 19. Januar 2015 von Präsident Filipe Nyusi zum Premierminister von Mosambik ernannt.